# Ese Brume
Ese Brume (ur. 20 stycznia 1996 w Ughelli) – nigeryjska lekkoatletka specjalizująca się w skoku w dal.
Mistrzyni Afryki juniorów z Bambous (2013). W 2014 bez powodzenia startowała na juniorskich mistrzostwach świata oraz zdobyła złote medale igrzysk Wspólnoty Narodów i afrykańskiego czempionatu w Marrakeszu. Mistrzyni Afryki juniorek z 2015. Mistrzyni Afryki z Durbanu (2016) oraz piąta zawodniczka igrzysk olimpijskich w Rio de Janeiro w tym samym roku. W 2021 wywalczyła brązowy medal igrzysk olimpijskich w Tokio. Rok później zdobyła dwa srebrne medale – mistrzostw świata w hali oraz na otwartym stadionie.
Okazjonalnie występuje także w trójskoku i w biegach sprinterskich. W 2013 zdobyła złoto w sztafecie 4 × 100 metrów oraz srebro w trójskoku podczas mistrzostw Afryki juniorów. Dwa lata później na juniorskich mistrzostwach Afryki zdobyła złote medale w sztafecie i trójskoku.
Złota medalistka mistrzostw Nigerii.
Rekord życiowy: 7,17 (29 maja 2021, Chula Vista) rekord Afryki.

## Osiągnięcia
| Rok  | Impreza                     | Miejsce        | Pozycja           | Wynik |
| ---- | --------------------------- | -------------- | ----------------- | ----- |
| 2013 | Mistrzostwa Afryki juniorów | Bambous        | 1. miejsce        | 6,33w |
| 2014 | Mistrzostwa świata juniorów | Eugene         | el. – 33. miejsce | 5,18  |
| 2014 | Igrzyska Wspólnoty Narodów  | Glasgow        | 1. miejsce        | 6,56  |
| 2014 | Mistrzostwa Afryki          | Marrakesz      | 1. miejsce        | 6,50  |
| 2014 | Puchar interkontynentalny   | Marrakesz      | 5. miejsce        | 6,34  |
| 2015 | Mistrzostwa Afryki juniorów | Addis Abeba    | 1. miejsce        | 6,33  |
| 2015 | Igrzyska afrykańskie        | Brazzaville    | 4. miejsce        | 6,23  |
| 2016 | Mistrzostwa Afryki          | Durban         | 1. miejsce        | 6,57w |
| 2016 | Igrzyska olimpijskie        | Rio de Janeiro | 5. miejsce        | 6,81  |
| 2017 | Mistrzostwa świata          | Londyn         | el. – 17. miejsce | 6,38  |
| 2018 | Mistrzostwa Afryki          | Asaba          | 1. miejsce        | 6,83  |
| 2018 | Puchar interkontynentalny   | Ostrawa        | 4. miejsce        | 6,61  |
| 2019 | Igrzyska afrykańskie        | Rabat          | 1. miejsce        | 6,69  |
| 2019 | Mistrzostwa świata          | Doha           | 3. miejsce        | 6,91  |
| 2021 | Igrzyska olimpijskie        | Tokio          | 3. miejsce        | 6,97  |
| 2022 | Halowe mistrzostwa świata   | Belgrad        | 2. miejsce        | 6,85  |
| 2022 | Mistrzostwa świata          | Eugene         | 2. miejsce        | 7,02  |
| 2022 | Igrzyska Wspólnoty Narodów  | Birmingham     | 1. miejsce        | 7,00  |
| 2023 | Mistrzostwa świata          | Budapeszt      | 4. miejsce        | 6,84  |
| 2024 | Igrzyska afrykańskie        | Akra           | 1. miejsce        | 6,92  |
| 2024 | Mistrzostwa Afryki          | Duala          | 1. miejsce        | 6,73  |
| 2024 | Igrzyska olimpijskie        | Paryż          | 5. miejsce        | 6,70  |